# Torre de Rafolí
La Torre de Rafolí és una antiga torre de defensa del municipi de La Torre de Fontaubella (Priorat), que donà nom al poble que es formà al seu voltant (Fontaubella prové d'Albella, forma etimològica que significa 'corrent subterrani'). Està declarada com a bé cultural d'interès nacional.

## Descripció
Són visibles, prop de l'església, restes de murs de l'antiga torre que donà nom al poble, ara aprofitats per a edificacions modernes.
Es tracta d'una construcció de planta quadrada, d'uns 5 m de costat i 10 m d'alçada, aproximadament, bastida de carreus a les dues terceres parts i d'obra la resta, coberta per teulada a una vessant.

## Història
Si bé coneguda per alguns com a torre "mora", cal posar en dubte aquest origen i centrar el seu origen més aviat cap a temps posteriors a la reconquesta. Era coneguda com a Torre de Rafolí i al seu voltant s'hi formà un petit nucli rural que s'engrandí amb la fusió amb el poblet proper de Font Aubella. Abandonada progressivament al perdre la seva funció primitiva, fa uns 15 anys fou escapçada i condicionada per a servir de granja d'aviram, funció que actualment compleix.